# Honiton
Honiton (IPA /hʌnɪtɘn/ lub /hɒnitɘn/) – miasto w Wielkiej Brytanii, w Anglii w hrabstwie Devon, położone nad rzeką Otter, 24 km na północny wschód od Exeter. Stacja kolejowa na linii Londyn-Exeter.

## Historia
Miasto położone na rzymskim szlaku Fosse Way z Exeter do Lincoln.  Wzmiankowane w Domesday Book jako Honetone. W czasach nowożytnych w mieście rozwinął się przemysł - tu właśnie wyprodukowano pierwszą w Anglii koronkę, której sposób wykonania przywieźli emigranci flamandzcy. królowa Wiktoria miała suknię ślubną ozdobioną koronkami z Honiton. W XVIII w. miasto strawił pożar. Ponowny rozwój nastąpił w XX w., po wybudowaniu linii kolejowej.

## Miasta partnerskie
- Mezidon-Canon
- Gronau-Leine